# Reportér (film)
Reportér (v anglickém originále The Paperboy) je americký filmový thriller z roku 2012. Režisérem filmu je Lee Daniels. Hlavní role ve filmu ztvárnili Matthew McConaughey, Zac Efron, John Cusack, David Oyelowo a Nicole Kidman.

## Ocenění
Nicole Kidman byla za svou roli v tomto filmu nominována na Zlatý globus a cenu SAG Award. Film dále získal 4 ocenění a 10 nominací.

## Obsazení
| Matthew McConaughey | Ward Jansen        |
| Zac Efron           | Jack Jansen        |
| John Cusack         | Hillary Van Wetter |
| David Oyelowo       | Yardley Acheman    |
| Nicole Kidman       | Charlotte Bless    |
| Macy Gray           | Anita Chester      |
| Scott Glenn         | W.W.Jansen         |
| Ned Bellamy         | Tyree Van Wetter   |